# Chiesa di Santa Margherita (San Bellino)
La chiesa di Santa Margherita è un edificio di culto cattolico che si trova a San Bellino, nella frazione di Presciane. Essa è dedicata a Santa Margherita di Antiochia.

## Storia
Una prima cappella, in onore della santa, fu fatta costruire il 1º marzo 1078 e superò indenne il periodo burrascoso delle rotte del Po. Il 4 maggio 1371 si trovò al centro di una disputa: a contendersela erano l'Abate della Vangadizza, Antonio del Ferro, e il comune di Ferrara. La sentenza, proclamata dal giudice Lanfranco, dichiarò che l'edificio sacro si trovava nel territorio ferrarese. Nel Quattrocento un altro evento alluvionale, provocato dalle disastrose rotte del Castagnaro e del Malopera, compromise i lavori di bonifica. Prisciano Prisciani, fattore di Borso d'Este e poi consigliere del duca Ercole, risanò queste zone e come dono per il suo operato ricevette una masseria, che fu chiamata in suo onore "Le Prisciane", dando così il nome all'attuale frazione Presciane. La chiesetta, in evidente stato di abbandono, fu riedificata nel Quattrocento proprio da questa famiglia, che ne ottenne il giuspatronato. Poiché fu dichiarata giuridicamente dipendente da Castelguglielmo, si aprì una nuova disputa tra l'Arciprete di Castelgugliemo e quello di San Bellino, risoltasi due secoli dopo con l'intervento del doge di Venezia, che diede ragione alla chiesa di San Bellino. Il complesso parrocchiale, che comprende la chiesa, la canonica e il campanile, vide un continuo alternarsi di proprietari, tra i quali la famiglia Tassoni di Ferrara, la famiglia Sgarzi di Rovigo e il conte Nani Mocenigo di Venezia, che si fecero carico della manutenzione della chiesa. Col passare del tempo gli ultimi proprietari vennero meno a questo dovere e furono i parrocchiani a sostenere le spese per gli interventi necessari.

## Descrizione

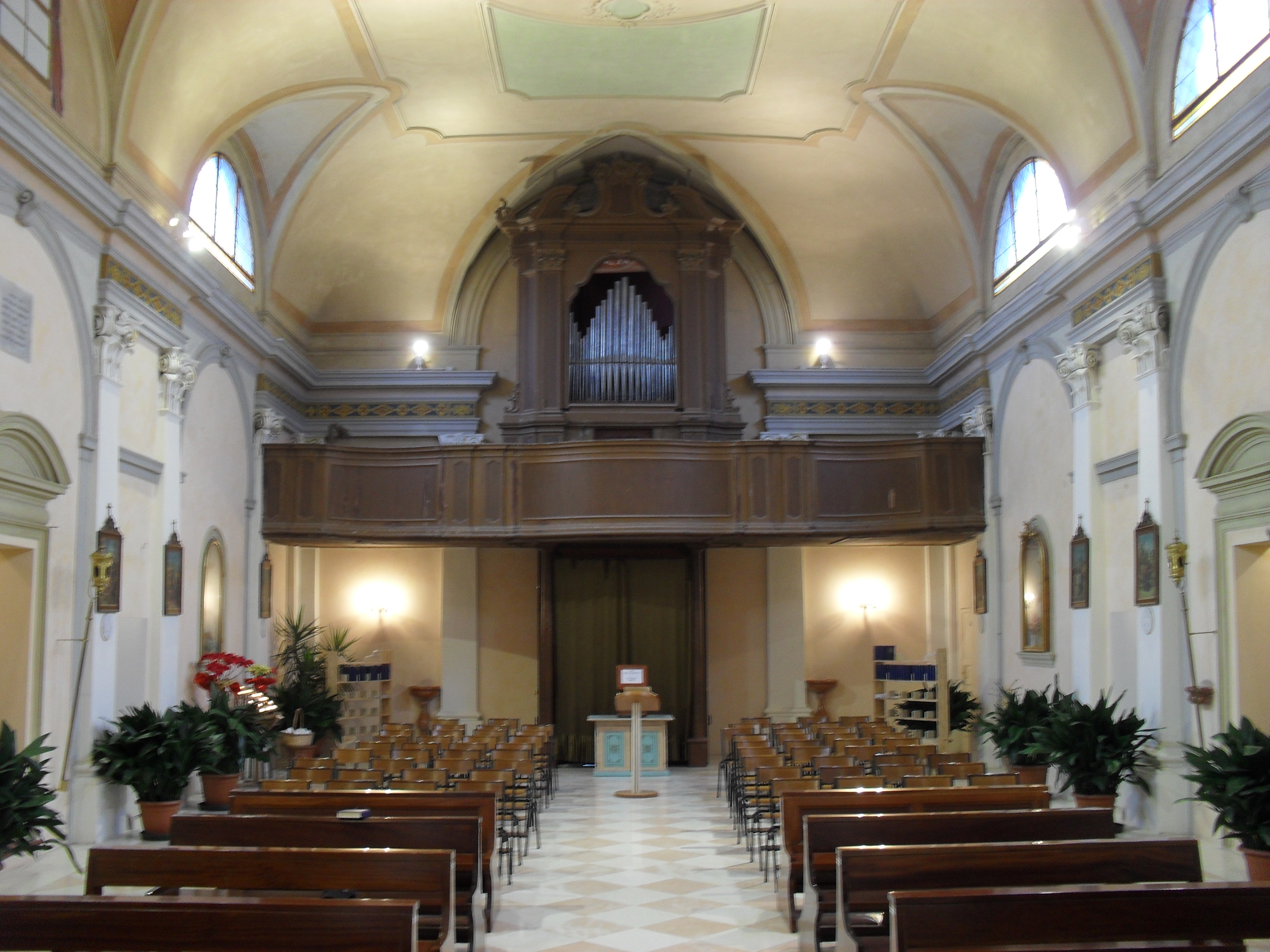
Organo di Gaetano Callido

La chiesa, recentemente restaurata, con orientamento nord-sud si presenta con una semplice facciata intonacata a cemento e centrale il portale d'ingresso. L'interno è a pianta rettangolare, a navata unica con volte a padiglione. Il soffitto a volte del presbiterio e il catino absidale sono decorati con affreschi e stucchi baroccheggianti. Sul lato della controfacciata, posto su di un ballatoio ligneo decorato a tempere, si trova l'organo a canne, opera pregevole del Settecento, realizzata da Gaetano Callido.
Il campanile fu forse edificato nel 1520. Nel 1841 vennero fuse e poste nel campanile le tre campane a cura della fonderia Pietro Colbachini di Bassano del Grappa (VI). Le due più piccole furono sottratte il 27 febbraio 1943, per utilizzarle come materia prima nell'industria bellica; la terza venne lasciata sul campanile, poiché era troppo grande per passare attraverso le bifore della cella campanaria. Nel 1948 due nuove campane, fuse dalla stessa fonderia, furono riposizionate sul campanile e benedette in onore di Santa Margherita Vergine e Martire e di San Biagio Vescovo e Martire. Come la chiesa, anche il campanile è stato oggetto di molti restauri nel corso degli anni. Nel 1985, grazie al contributo della comunità di Presciane, la torre campanaria fu sistemata, le campane automatizzate e fu realizzato l'orologio a tutt'oggi funzionante (batte le ore di giorno e di notte).

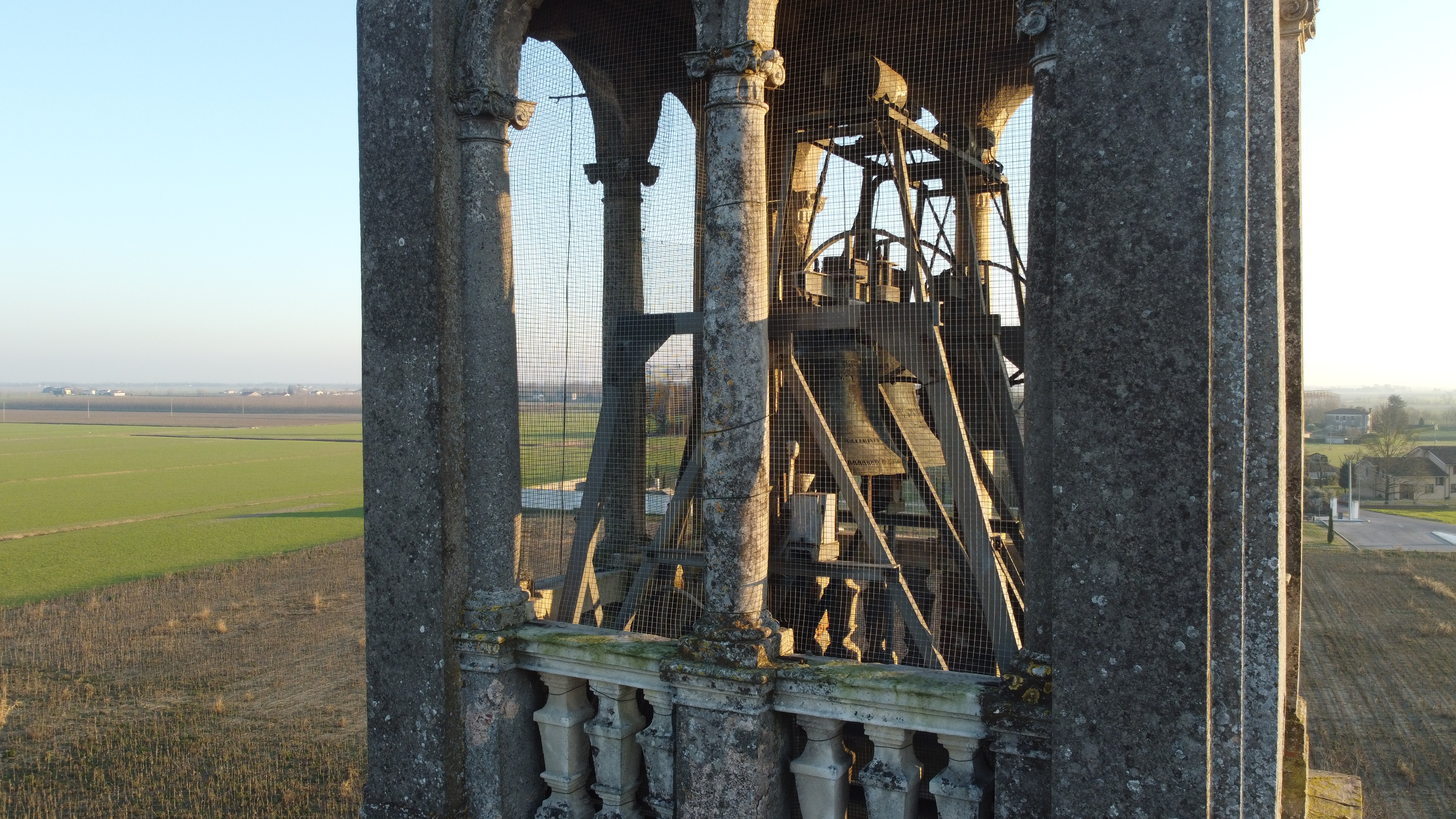
Foto delle campane, vista laterale

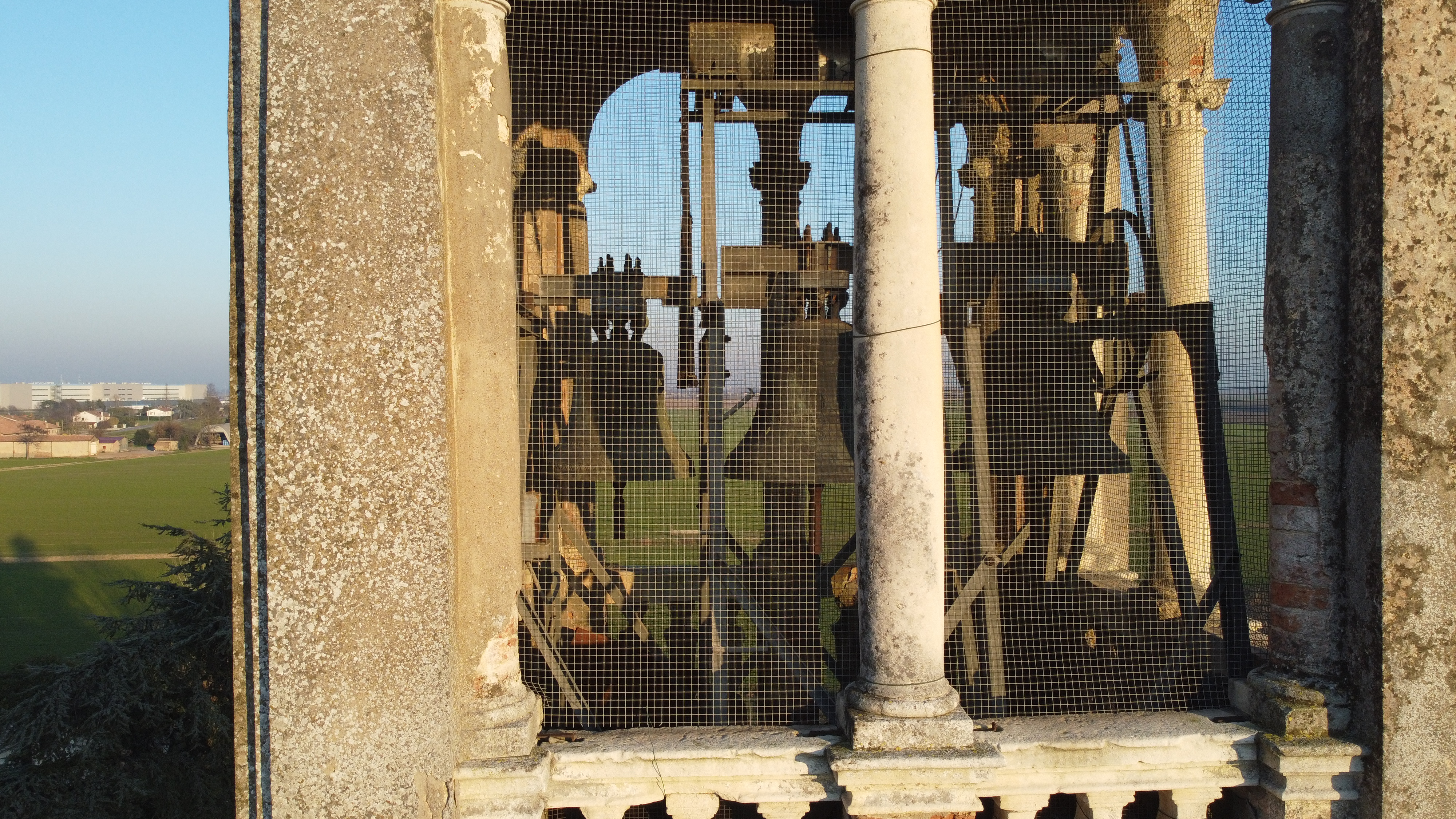
Foto delle campane, vista dal lato facciata della chiesa

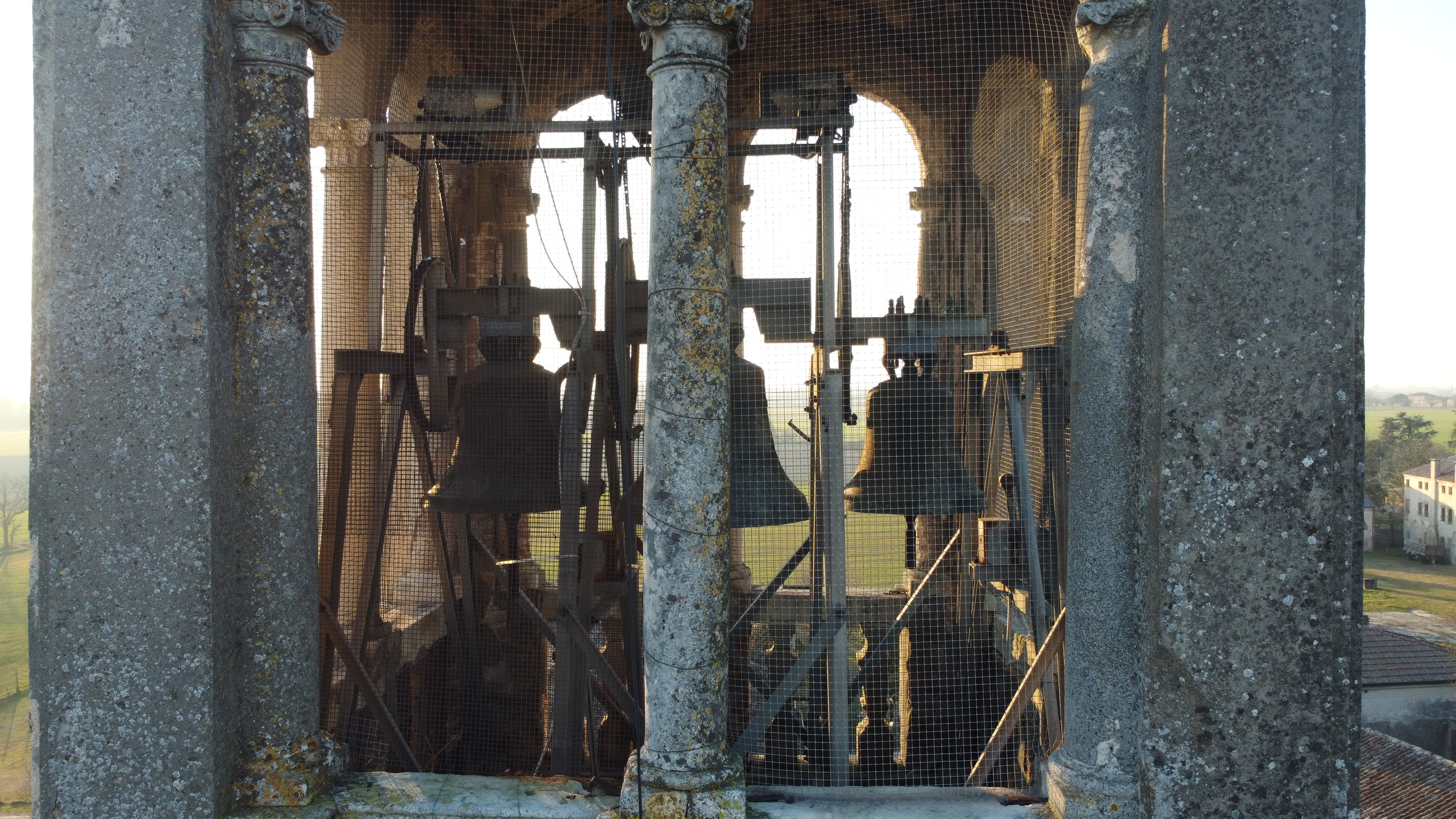
Foto delle campane, vista dal lato posteriore (abside)